# أم قدوح
 أم قدوح هي إحدى القرى اللبنانية من قرى جبل عامل في محافظة الجنوب.